# جینت کلینگر
جینت کلینگر (انگلیسی: Jeanette Clinger) یک خواننده زن اهل آمریکا است. وی در آلبوم احترام یانی به عنوان خواننده حضور داشته است.